# Харківський масив
Ха́рківський маси́в (спочатку — маси́в Ха́рківське шосе́) — житловий масив у Дарницькому районі міста Києва, розташований на лівому березі Дніпра та обмежений проспектом Миколи Бажана, вулицею Ревуцького та Харківським шосе. До 1980-х на його місці розташовувався хутір Шевченка.
Забудований 9-28-поверховими будинками. Найбільша автомагістраль — проспект Миколи Бажана. На самому початку своєї забудови (середина 1980-х — початок 1990-х років) Харківський масив розвивався як розширення Нової Дарниці, тому перший мікрорайон масиву між вулицями Тростянецькою і Здолбунівською в генплані позначається 1-м мікрорайоном Нової Дарниці.

### Транспорт
Найближчі станції метро — «Харківська» та «Вирлиця». Неподалік від станції метро «Харківська» знаходяться кінцеві зупинки автобусних маршрутів №№45, 599, які сполучають масив зі станціями метро Дарниця та Лівобережна відповідно. По Тростянецькій вулиці проходить трамвайна лінія.

### Парки
На території масиву розташований Парк імені воїнів-інтернаціоналістів та Парк партизанської слави.

Пам'ятник воїнам–інтернаціоналістам

### Пам'ятники
- пам'ятник воїнам-інтернаціоналістам в вигляді БРДМ-2 (пофарбованої в сучасний український камуфляж) на постаменті

### Кінотеатри
- кінотеатр Wizoria

### Освіта
школи:
- середня школа № 255
- середня школа № 237
- середня школа № 266
- середня школа № 274
- середня школа № 302
- Гімназія Школа № 290

ліцей «Інтелект» (вул. Вірменська 7)
- Київський професійний будівельний ліцей (КПБЛ) (вул. Горлівська 220)
- Київський Інститут Національного Університету «Одеська юридична академія» (Харківське шосе, 210)

дошкільні заклади:
- дитячий садок № 59 (просп. Миколи Бажана, 7-А)
- дитячий садок № 240 (вул. Тростянецька, 8-Г)
- дитячий садок № 248 «Журавлик» (вул. Тростянецька, 8-А)
- дитячий садок № 250 (вул. Декабристів, 6-А)
- дитячий садок № 696 (просп. Миколи Бажана, 9-Е)
- дитячий садок № 773 «Росинка» (вул. Архітектора Вербицького 17-Б)
- дитячий садок № 774 (вул. Архітектора Вербицького 9-В)
- школа-дитячий садок «Світозар» (вул. Архітектора Вербицького 8-Б)

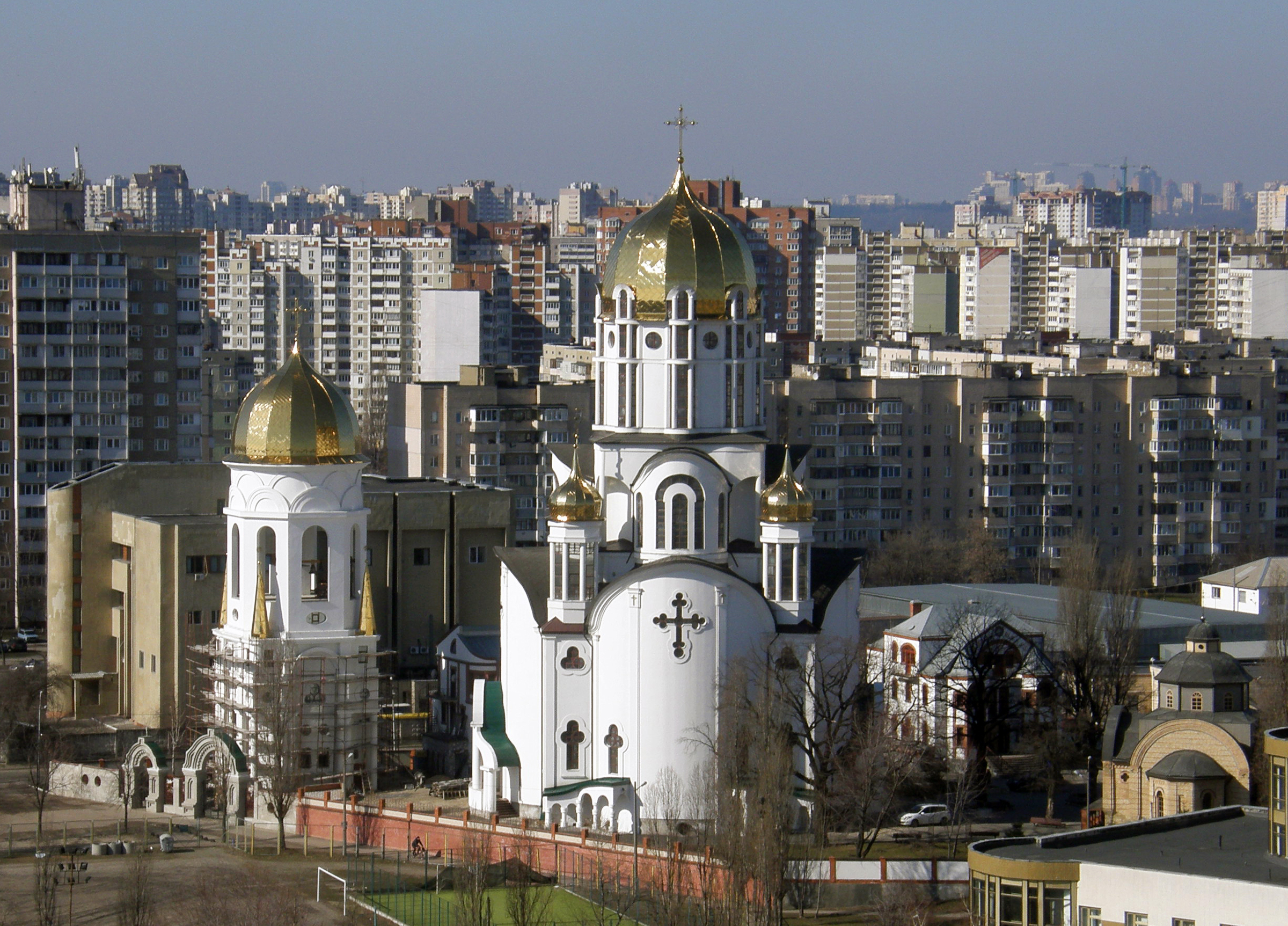
Свято-Ольгинський собор

### Релігія
На території масиву розташовані кілька храмів різних конфесій.
- Собор Святої рівноапостольної княгині Ольги (православна Московського патріархату)
- Храм Преображення Господнього (православна Московського патріархату)
- Церква Преображення (Євангельські християни-баптисти)

## Панорами

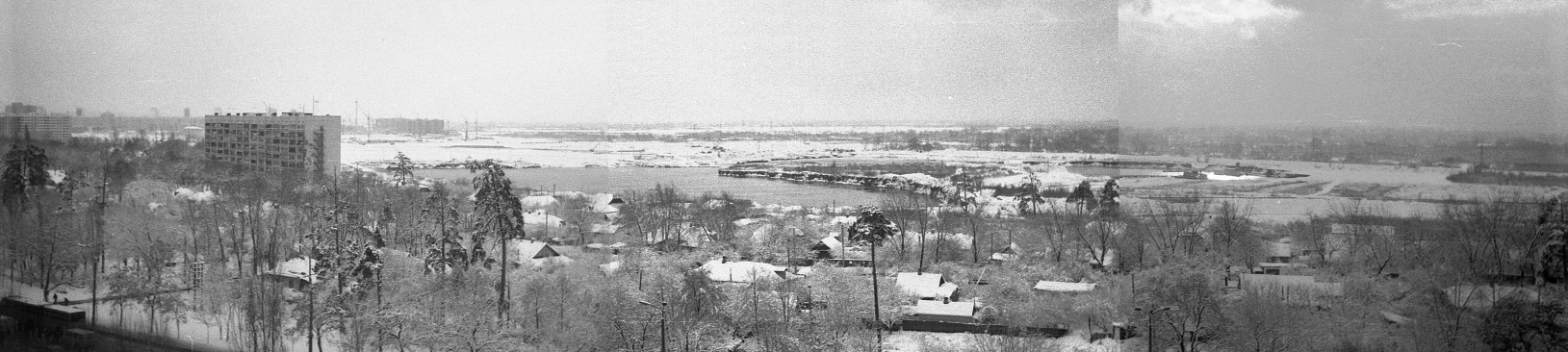
вид на майбутній масив у 1987 році. Вид на майбутнє озеро Сонячне. Домінанта – 9-поверховий будинок для малосімейних серії ММ-650 вул. Горлівська, 38/40
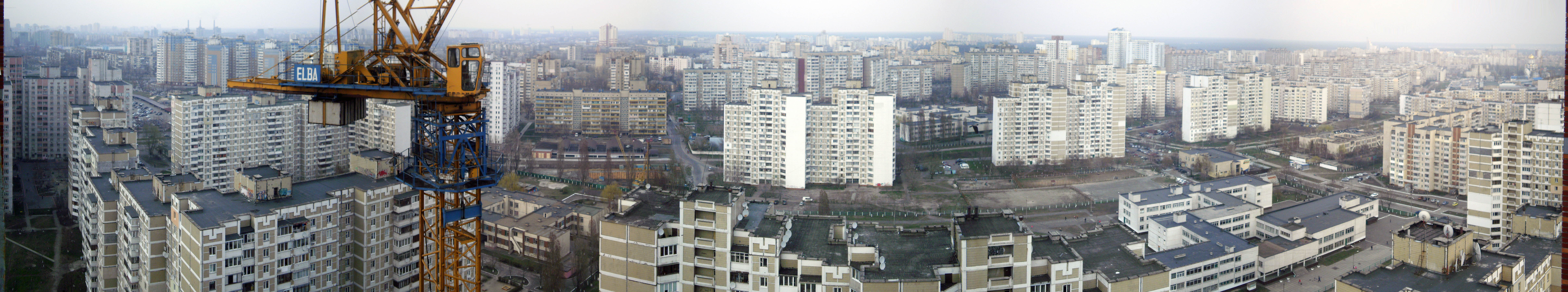
1-й мікрорайон Харківського масиву, згідно генплану – 1-й мікрорайон Нової Дарниці. Від Нової Дарниці залишився будинок для малосімейних серії ММ-650 вул. Горлівська, 38/40 1974 року (праворуч від крану 9-поверховий з двома під'їздами і жовтими балконами)